# Számavéda
A Számavéda, vagy Száma-véda (Dévanágari: सामवेद) a hinduizmus szent iratai közé tartozik, a Védák része, az áldozati szertartások előkészületeinek énekeit tartalmazza. Az énekek szövege mellett megtalálható a dallamok leírása is, arra ad útmutatást, hogy milyen hangnemben (kantilláció) kell a himnuszokat énekelni, hogy azok hatásosak legyenek. Feltételezett lejegyzési ideje az i. e. I. évezred, védikus szanszkrit nyelven íródott. A sruti irodalom része, kinyilatkoztatás, hallomás útján megismert tudás, amelyekről a legendák szerint a risik szereztek tudomást, és az idők folyamán hallomás útján adódott tovább.
A hinduizmus minden ortodox irányzata a Védákat öröknek és tévedhetetlennek tartja. A Védák szövegéhez a különböző irányzatok különböző értelmezéseket fűznek, ez a hinduizmusban természetes folyamat, máig tart. A Védák jelentősége a védikus áldozat, a jadnya elvégzéséhez adott útmutatás, illetve annak alapvető része. A jadnyától, illetve a Védáktól az ősi indiaiak szerint minden függ, a világ teremtése is.
A szamhitákat mantráknak is nevezik, amelyek akkor is kifejtik hatásukat, ha a szöveget nem is értik. Himnuszokat tartalmaznak, a rendkívül bonyolult áldozati szertartások során alkalmazzák őket. A legősibb a Rigvéda. A máig fennmaradt gyűjtemény a Sákala Védaiskola szövege, 1028 himnuszt tartalmaz.
A Számavéda sok, már a Rigvédában is szereplő himnuszt tartalmaz. Eredeti funkciója énekeskönyv, az énekesnek, az udgarátnak nyújt segítséget. Jellegzetessége, hogy a szöveg mellett a dallamot is lejegyezték, ezek a gánák. A zenei hangokat betűkkel tüntették fel. Ez az a véda, amelynek zenetörténeti jelentősége van. Folynak a kísérletek a dallamok általunk megszokott hangjegyekre történő átírására.

## Helye az indiai szent iratok között
A hinduizmus legrégibb, legalapvetőbb szent iratai a Védák. Ez szűkebb értelemben a négy szamhitát, gyűjteményt jelenti, a Rigvédát, a Számavédát, a Jadzsurvédát és az Atharvavédát Tágabb értelemben a Véda irodalomhoz tartoznak a mantrákon, a négy védán kívül a Bráhmanák és a szútrák.
A Brahmanák, a bölcseleti művek a Védák értelmezésével foglalkoznak, a Bráhmanákhoz kapcsolódnak az áranjakák és az upanisadok is.
A szútrák a különféle ismeretek tankönyvei. A szútra szó jelentése fonál, amelyet követve lehet eljutni a tudásig. Jellegzetes kifejezésmódja a tömörség.
A Számavédához két brahmana (Tándja, Sadvinsa) és két upanisad (Kéna, Cshándógja) tartozik.

## Kialakulása
A hindu mitológia szerint az ősidőkben, az aranykorban (Szatja-juga, az „igazság kora”) és az ezüstkorban (Tréta-juga) még egy, egységes véda létezett, a bronzkorban, a Dvápara-jugában vált négy részre, ún. szamhitákra. Ettől az időtől fogva tekinthető önálló műnek a Számavéda is.
A védák kialakulásának vizsgálatát nehezíti, hogy a történeteknél, leírásoknál nem lényegi kérdés, hogy azok mikor történtek, a szövegrészek, himnuszok csoportosítása a jadnya, az áldozat elvégzésénél betöltött szerepük alapján történt.
A védák nyelvének és tartalmának vizsgálatából keletkezésére nem egy időpont, hanem egy több évezredes folyamat valószínűsíthető. A Rigvédában szereplő csillagászati, éghajlati megfigyelések alapján keletkezése az i. e. 3. évezredre tehető, írásba foglalása kétezer évvel később történt. A Számavéda lejegyzése ez után következett.
A Mahábhárata eposz betétjében, a vaisnavizmus alapvető szent szövegében, a Bhagavad-gítában található hivatkozás jól szemlélteti a Számavéda hinduizmusban betöltött szerepét, Visnu így beszél magáról a történet szereplőjének Ardzsunának:

## A Számavéda zenéje
A Számavéda alapján történő recitálás és ének felöleli az emberi hang valamennyi árnyalatát, az egyszerű beszédtől a finoman árnyalt dallamokig. Az ókori szertartások zenei része négy pap, között oszlott meg: az első a brahmana az Atharvavéda verseiből idézett, a második, az adhvarju, egyetlen hangmagasságon suttogta el a Jadzsurvéda varázsigéit, a harmadik, az udgátar a Számavéda dallamai közül, a negyedik, a hótar a Rigvéda himnuszaiból énekelt.
A Számavéda dallamai a Rigvéda himnuszokon alapulnak, de a felismerhetetlenségig átalakítva. Ez is a szándék: a változtatások pontos utasítások szerint történnek. Az előadás feladata, hogy minél távolabb jusson a természetes beszéd- és énekhangtól. A szavak és mondatok széttöredeznek, a szövegbe idegen szótagok ékelődnek, a magánhangzókat díszes hangfüzérek nyújtják el, az énekhang terjedelme kiszélesedik.